# 万里桥
万里桥，位于中国广东省潮州市潮安区凤塘镇东龙村，为潮州市潮安区文物保护单位，类型为古建筑，公布时间为2006年4月。
万里桥的历史年代为南宋紹興八年（西元1138年）始建，由名叫翁元的當地人士，捐資建造了一座橋梁，取南岸海陽縣李畔和北岸揭陽縣鳳浦兩村村名中各一個字而命名為李浦橋。後因洪水沖崩江岸致江面變寬，後由鳳浦村一個名叫林萬里的員外出資擴建李浦橋，並用他的名字改稱為萬里橋而沿用至今。